# هاي فايف (إشارة يد)

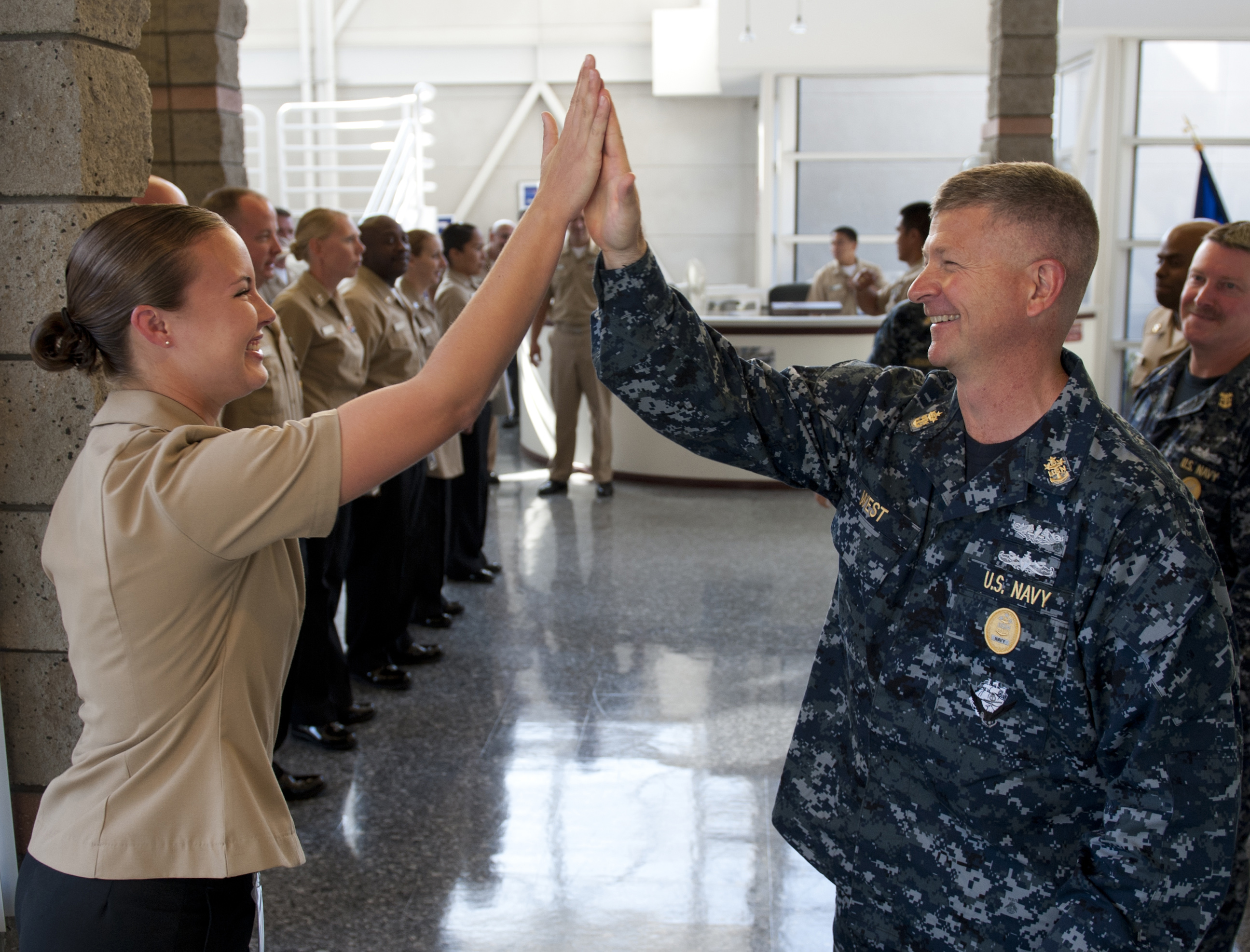
هاي فايف بين بحارين اثنين من بحرية الولايات المتحدة

الهاي فايف (تترجم العربية: كفّك) هي إشارات اليد تحدث عند يرفع شخصان يد واحدة في وقت ذاته، بحوالي طول الرأس، ويدفعان أو يزحلقان أو يضربان كفيهما ببعض. الإيماءة عادةً ما يسبق عبارة لفظية مثل «كفّك» أو «هاي فايف». معناها يختلف مع السياق المستخدم ولكن يمكن أن تشمل كتحية أو تهاني أو الاحتفال.

## صحة الإنسان
دراسة طبية وجدت أن ضربة القبضة والهاي فايف تنشر جراثيم أقل من المصافحات.

## معرض صور

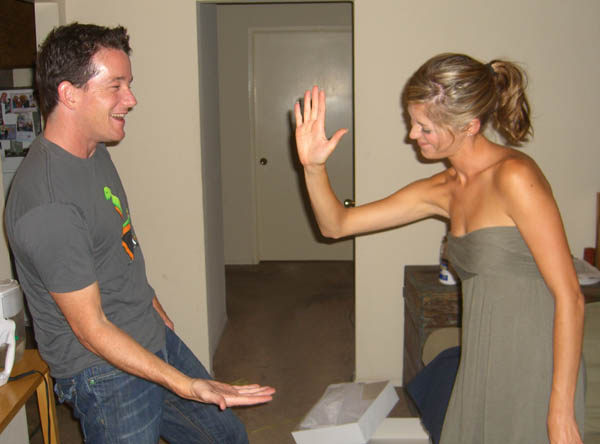
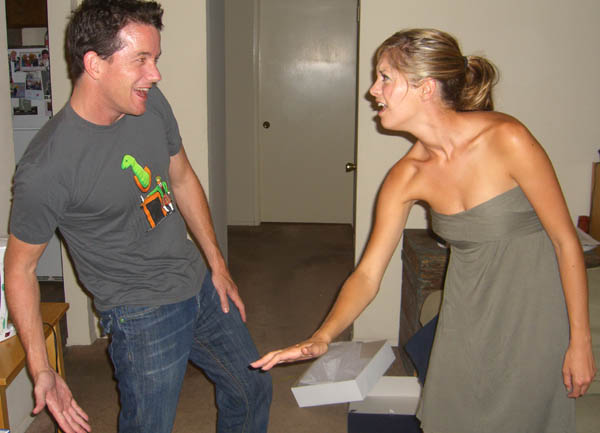
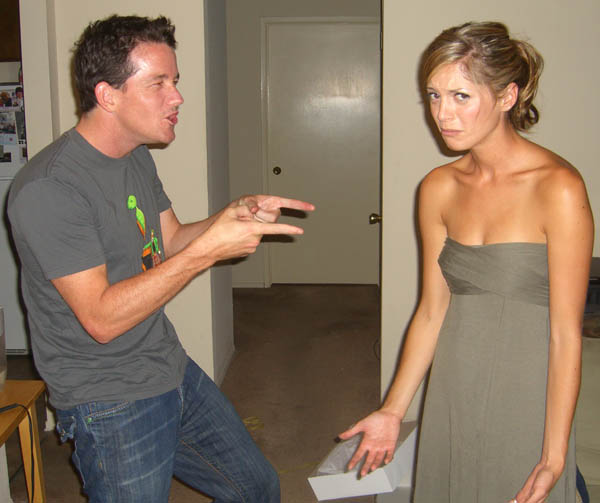
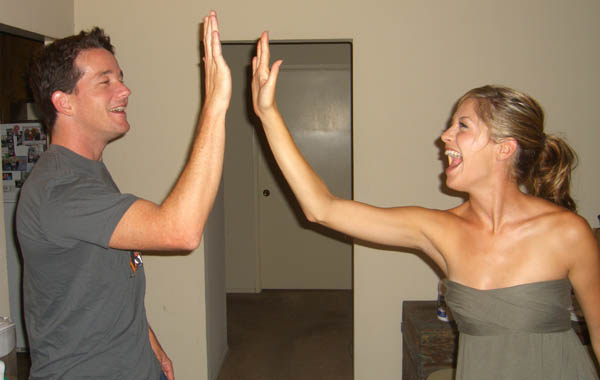